# Lesina vaginata
Lesina vaginata är en insektsart som först beskrevs av Heinrich Hugo Karny 1923.  Lesina vaginata ingår i släktet Lesina och familjen vårtbitare. Inga underarter finns listade i Catalogue of Life.